# 五位野駅
五位野駅（ごいのえき）は、鹿児島県鹿児島市平川町にある、九州旅客鉄道（JR九州）指宿枕崎線の駅である。
周辺に平川動物園があることから、同動物園で飼育されているコアラが駅のマスコットキャラクターとなっている。

## 歴史
- 1930年（昭和5年）12月7日：鉄道省指宿線（現・指宿枕崎線）の駅として開設[1]。
- 1962年（昭和37年）8月20日：貨物取扱廃止[1]。
- 1963年（昭和38年）10月31日：指宿線が指宿枕崎線へ改称、同線の駅となる[1]。
- 1983年（昭和58年）3月8日：指宿枕崎線CTC化に伴い、無人駅化[3]。荷物扱い廃止[4]。
- 1987年（昭和62年）4月1日：国鉄分割民営化に伴い、九州旅客鉄道（JR九州）の駅となる[1]。
- 2012年（平成24年）12月1日：ICカード「SUGOCA」が利用可能となる[5]。
- 2020年（令和2年）5月30日：駅遠隔案内システム（Smart Support Station）「ANSWER」導入[2][6]。

## 駅構造
相対式ホーム2面2線を有する列車交換可能な地上駅。
無人駅。ゴールデンウィーク等の多客期には平川動物公園へのアクセスを見込み、臨時に社員が派遣される。
IC乗車カード「SUGOCA」が利用可能（相互利用可能ICカードはSUGOCAの項を参照）。簡易SUGOCA改札機が設置されている。SUGOCA販売、及びチャージ取扱は行っていない。
降車客のICカード以外の普通乗車券は駅の集札箱に投入、または車掌が回収する。
簡易型自動券売機（ICカード非対応）が設置されている。一部列車は当駅で折返す。夜間滞泊は設定されていないため、鹿児島中央発当駅止まり最終は旅客扱い終了後回送列車となる。トイレは男女共用の汲取式だったが、解体された。

### のりば
| 番線 | 路線        | 方向 | 行先                 |
| ---- | ----------- | ---- | -------------------- |
| 1    | ■指宿枕崎線 | 上り | 鹿児島中央方面       |
| 2    | ■指宿枕崎線 | 下り | 指宿・山川・枕崎方面 |

- のりば表記は駅掲載及び公式サイト駅別時刻表に記述[8]

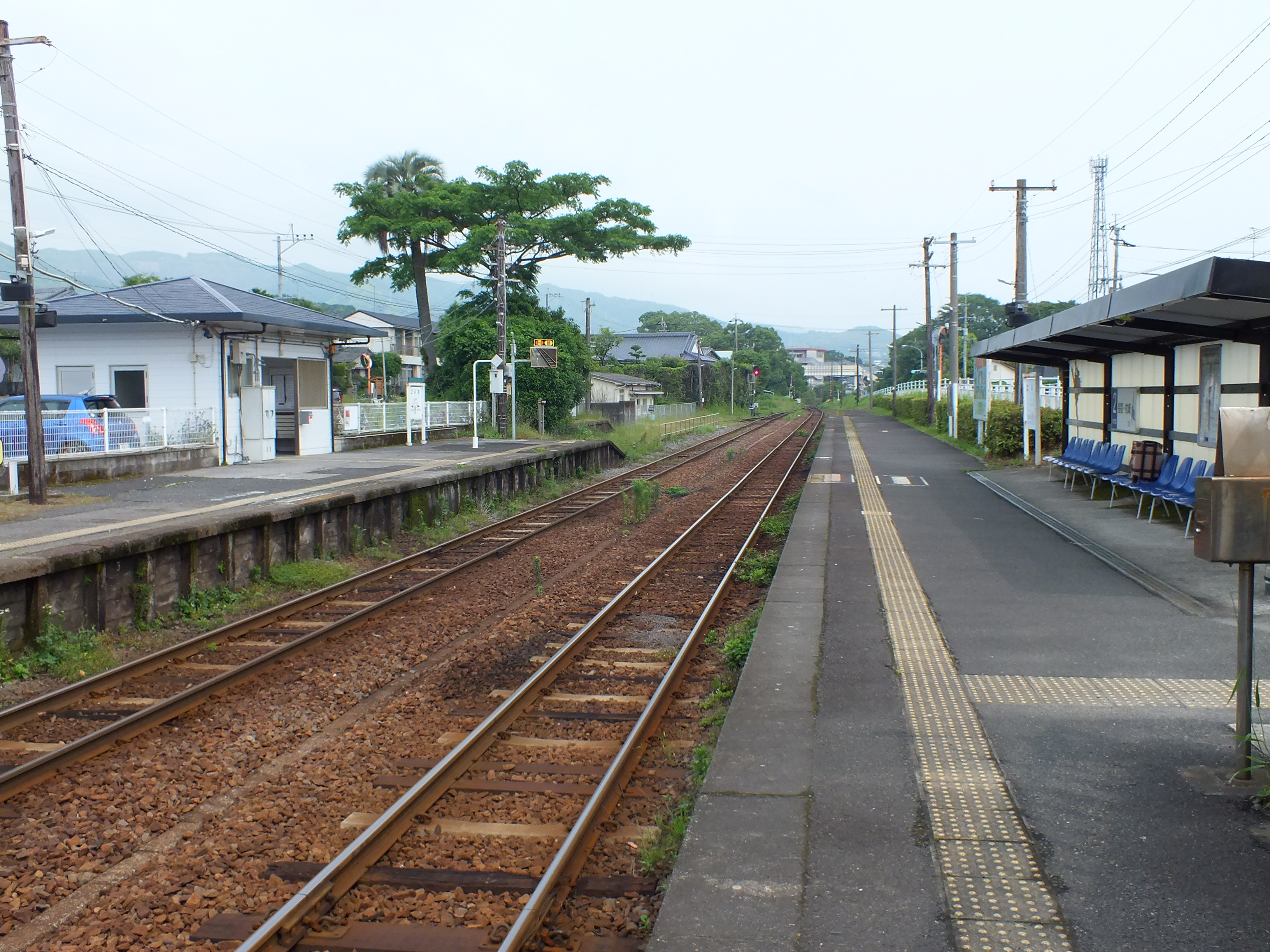
ホーム（2018年5月）
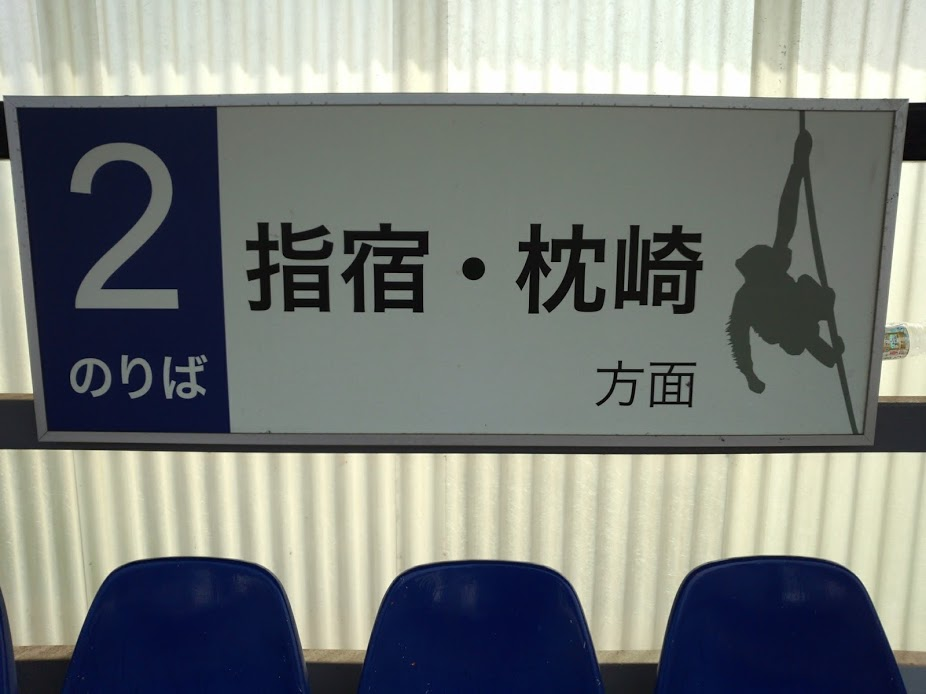
当駅オリジナルイラスト入り案内板
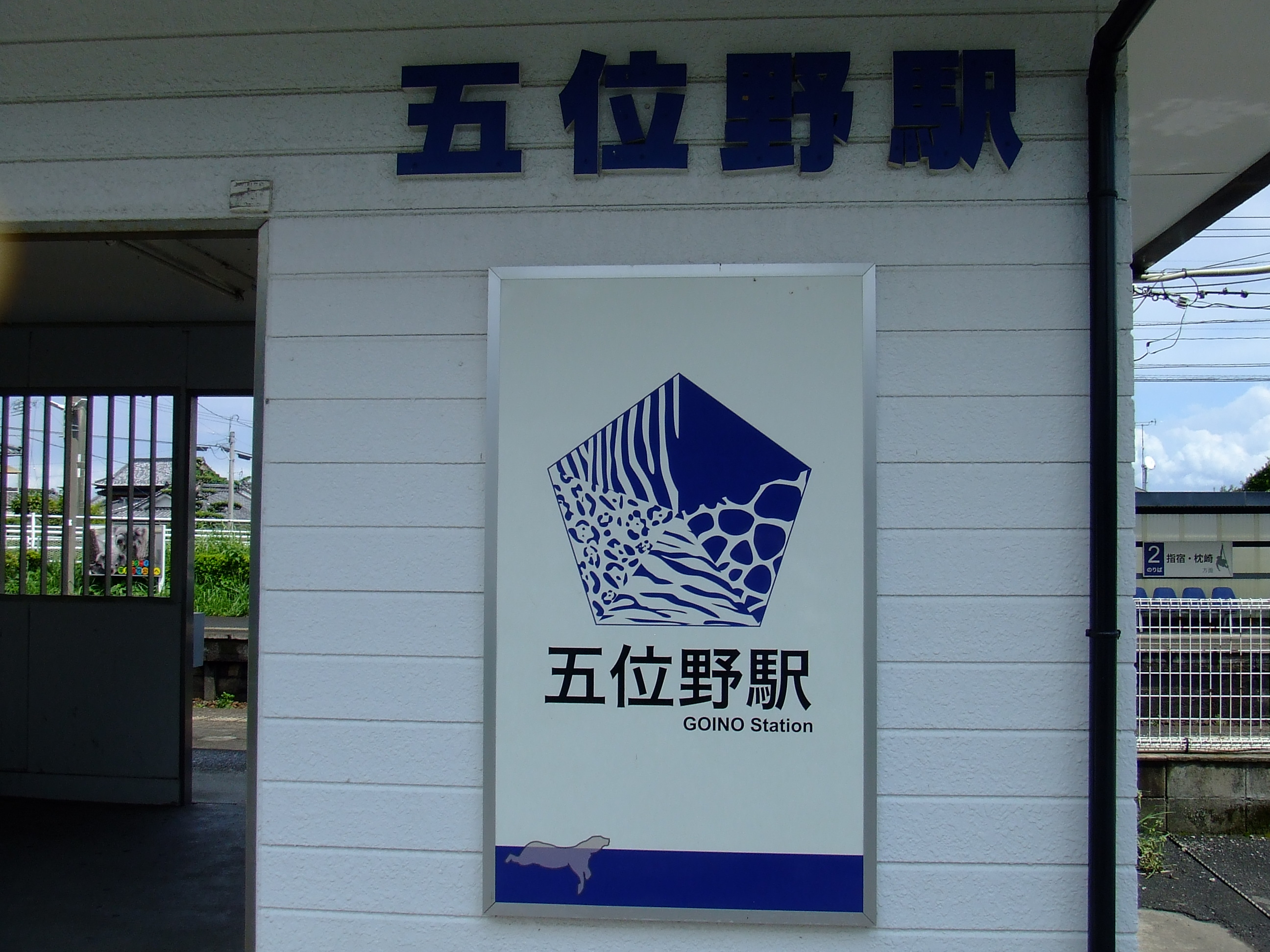
2017年の駅リニューアルに際し、更新された動物柄を配した上「五」を表現した新デザイン案内板

## 駅周辺
平川動物園の最寄駅であるが、徒歩で約20分を要する。ゴールデンウィークには当駅から平川動物園まで鹿児島交通臨時シャトルバスが運行される。なお駅前広場より北寄りにある踏切を経由する「五位野駅前停留所」が存在するが、国道225号に面した2番ホームへ簡易IC改札機がある出入口が新設されたことで国道へ直接出入り可能となり、実際には1つ南側の（動物園寄り）「福平農協前停留所」の方が近くなった。種子島・屋久島へ就航している貨客船乗り場、谷山港（七ツ島）の最寄り駅でもあるが、当駅からターミナル方面へのバスは無く、坂道を25 - 30分前後の徒歩移動する必要があり、タクシー（駅近くに営業所あり）利用が望ましい。
当駅南側の国道225号に面した歩道上に駅利用者用の自転車置き場が設置されているが、これを設置したのは建設省（現・国土交通省）である。
- 鹿児島市平川動物公園：徒歩約20分
- 錦江湾公園：徒歩約20分弱
- 烏帽子岳自然遊歩道・平川動物公園コース（錦江湾公園より烏帽子岳山頂まで8.4 Km）
- 平川郵便局（駅北側直ぐ）
- 谷山港（七ツ島港）：徒歩30分
- 鹿児島 ふるさと物産館：徒歩25分
- 鹿児島市立福平小学校：徒歩5分

## バス路線
鹿児島交通の五位野駅前バス停又は福平農協前バス停の両バス停が利用可能（下記は各系統行先）。

### 福平農協前バス停
| 福平農協前バス停（上り）−鹿児島県鹿児島市平川町 |                      |              |
| 系統番号                                        | 経由地               | 行先         |
| 1                                               | 谷山駅前・県庁前     | 鹿児島駅前   |
| 2                                               | 谷山駅前・騎射場     | 水族館前     |
| 2                                               | 谷山駅前・騎射場     | 鹿児島駅前   |
| 種別                                            | 経由地               | 行先         |
| 普通                                            | 鹿児島中央駅・天文館 | 金生町       |
| 福平農協前バス停（下り）−鹿児島県鹿児島市平川町 |                      |              |
| 系統番号                                        | 経由地               | 行先         |
| 1                                               | 平川                 | 平川星和台   |
| 2                                               | 動物園入口           | 動物園       |
| 種別                                            | 経由地               | 行先         |
| 普通                                            | 平川・知覧           | 特攻観音入口 |
| 普通                                            | 平川・喜入           | 山川桟橋     |

### 五位野駅前バス停
| 五位野駅前バス停（上り）−鹿児島県鹿児島市平川町 |                      |              |
| 系統番号                                        | 経由地               | 行先         |
| 1                                               | 谷山駅前・県庁前     | 鹿児島駅前   |
| 2                                               | 谷山駅前・騎射場     | 水族館前     |
| 2                                               | 谷山駅前・騎射場     | 鹿児島駅前   |
| 種別                                            | 経由地               | 行先         |
| 普通                                            | 鹿児島中央駅・天文館 | 金生町       |
| 五位野駅前バス停（下り）−鹿児島県鹿児島市平川町 |                      |              |
| 系統番号                                        | 経由地               | 行先         |
| 1                                               | 平川                 | 平川星和台   |
| 2                                               | 動物園入口           | 動物園       |
| 種別                                            | 経由地               | 行先         |
| 普通                                            | 平川・知覧           | 特攻観音入口 |
| 普通                                            | 平川・喜入           | 山川桟橋     |

但し、前述のように繁忙期に当駅から動物園への臨時シャトルバス運行がある。

## 利用状況
- 2023年度の1日平均乗車人員は439人である[9]。

| 年度 | 1日平均 乗車人員 | 1日平均 乗降人員 |
| ---- | ---------------- | ---------------- |
| 2000 | 408              |                  |
| 2001 | 414              |                  |
| 2002 | 395              |                  |
| 2003 | 362              |                  |
| 2004 | 348              |                  |
| 2005 | 340              |                  |
| 2006 | 315              |                  |
| 2007 | 303              | 606              |
| 2008 | 290              | 583              |
| 2009 | 287              | 575              |
| 2010 | 301              | 602              |
| 2011 | 303              | 606              |
| 2012 | 298              | 597              |
| 2013 | 315              | 630              |
| 2014 | 311              | 616              |
| 2015 | 326              | 644              |
| 2016 | 非公開           |                  |
| 2017 | 321              |                  |
| 2018 | 330              |                  |
| 2019 | 343              |                  |
| 2020 | 312              |                  |
| 2021 | 344              |                  |
| 2022 | 386              |                  |
| 2023 | 439              |                  |

## その他
当駅で両ホームを連絡しているコンクリート製跨線橋は1983年のCTC化に伴う無人駅化及び信号機等の自動化に対応するため設置されたもので、これまでは全国の国鉄駅に見られたのと同様駅員が駅舎側ホーム上から別ホームに通じる格納式階段を出入（通常は階段だが、ホームへ列車が入る際は階段上部に水平のプレートを引出してホームと一体とすると共に階段を封鎖する方式）したり、ポイントや出発信号機（腕木式）を手動レバーで操作していた。当線ではCTC化に伴い、共通の意匠のコンクリート製跨線橋が当駅の他瀬々串・前之浜の両駅、亜鉛メッキ鋼材製跨線橋が喜入・薩摩今和泉の両駅にそれぞれ設置された。

## 隣の駅
九州旅客鉄道（JR九州）
■指宿枕崎線
■快速「なのはな」・■普通
坂之上駅 - 五位野駅 - 平川駅